# Adrián Romero González
Adrián Romero (Montevideo, Uruguay, 25 de junio de 1977) es un exfutbolista uruguayo que jugaba de defensa. Su último club hasta 2014 fue Miramar Misiones de la Segunda División de Uruguay.

## Trayectoria
Luego de realizar varias categorías de formativas en Peñarol, su primer equipo profesional fue Cerro de Uruguay en el cual jugó por varios años. Luego de destacarse en Cerro fichó por Nacional por un año. Tuvo un breve paso por el fútbol argentino, más precisamente en Estudiantes de la Plata y Tiro Federal, para luego volver a Nacional donde obtuvo dos títulos de Liguilla y un Campeonato Uruguayo; además de alcanzar la semifinal de la Copa Libertadores 2009, destacando además por una relación especial con la hinchada del club. En el año 2011 firmó con el Club Olimpia. Debutó en el torneo local ante Guaraní, partido por el cual el Club Olimpia ganó por el marcador de 4-3. Tuvo un buen comienzo en la Copa Sudamericana ante The Strongest marcando un gol en Asunción y otro en La Paz llevando al conjunto franjeado a la clasificación de la siguiente fase. Posteriormente en el 2011 se consagraría campeón del Torneo Clausura del mismo país, cumpliendo una labor muy destacada en todo el sistema defensivo, convirtiéndose de inmediato en uno de los mimados de la afición.
Luego de rescindir con Olimpia retoró a Nacional para el segundo semestre de 2012, siendo éste su tercer pasaje por el club. Nacional rescindió su contrato al finalizar la temporada 2012-13, tras lo cual fue contratado por Cerro Largo.

## Selección nacional
Fue internacional con la Selección de fútbol de Uruguay al participar de las Eliminatorias clasificatorias para el Mundial de Fútbol de Alemania 2006. Entre partidos oficiales y amistosos totalizó 8 encuentros disputados y marcó 1 gol.

## Clubes
| Club                    | País      | Temporadas  |
| ----------------------- | --------- | ----------- |
| Cerro                   | Uruguay   | 1999 - 2003 |
| Nacional                | Uruguay   | 2004        |
| Estudiantes de La Plata | Argentina | 2005        |
| Tiro Federal            | Argentina | 2005 - 2006 |
| Nacional                | Uruguay   | 2006 - 2009 |
| Querétaro               | México    | 2009 - 2011 |
| Olimpia                 | Paraguay  | 2011 - 2012 |
| Nacional                | Uruguay   | 2012 - 2013 |
| Cerro Largo             | Uruguay   | 2013 - 2014 |
| Miramar Misiones        | Uruguay   | 2014        |

## Palmarés

### Campeonatos nacionales
| Título                    | Club     | País     | Año     |
| ------------------------- | -------- | -------- | ------- |
| Liguilla Pre-Libertadores | Nacional | Uruguay  | 2007    |
| Liguilla Pre-Libertadores | Nacional | Uruguay  | 2008    |
| Campeonato Uruguayo       | Nacional | Uruguay  | 2008-09 |
| Torneo Clausura           | Olimpia  | Paraguay | 2011    |